# Lang Bian
Le Lang Bian, ou Langbian, parfois orthographié Lang Biang, est une montagne du Viêt Nam située à 12 km au nord de Đà Lạt, dans la province de Lâm Đồng dont elle est le point culminant avec 2 167 m d'altitude. Elle domine le plateau du même nom.
Au pied de cette montagne se trouve un village où vivent des Chut.
En 2015, la zone du Lang Biang est reconnue réserve de biosphère par l'Unesco.
Le plateau a été exploré par Alexandre Yersin, bactériologue qui découvre le bacille de la peste, nommé en son honneur Yersinia pestis.